# Riehen
Riehen es una ciudad y comuna suiza del cantón de Basilea-Ciudad. 

## Geografía
Riehen es una de las tres comunas del cantón de Basilea-Ciudad y forma parte de la aglomeración de Basilea. La población limita al norte la comuna con Lörrach (GER-BW), al este con Inzlingen (GER-BW), al sureste con Bettingen, al sur con Grenzach-Wyhlen (GER-BW) y Birsfelden (BL) a orillas del río Rin, y al oeste con la ciudad de Basilea y Weil am Rhein (GER-BW).
Riehen apadrina la comuna de Mutten en el cantón de los Grisones.

## Historia
Hace unos 50.000 años, la región de Riehen estuvo habitada por el hombre de Neandertal. Algunos estudios suponen que el poblamiento de esta región se efectuó de manera continua hasta el año 3000 a. C. En el siglo VI d. C., los alamanes fundaron un pueblo. La primera mención documentada se refiere al Wenkenhof actual y data de 751. El nombre de Riehen aparece en 1113.
En 1270, Riehen pasó a formar parte del Obispado de Basilea y en 1522 era una de las posesiones de la ciudad de Basilea. En 1833, tras la partición del cantón de Basilea en los dos cantones de Basilea-Ciudad y Basilea-Campiña, éstos se pelearon por la propiedad de la comuna; Riehen y Bettingen decidieron quedarse en el cantón de Basilea-Ciudad.

## Museos
- Fundación Beyeler

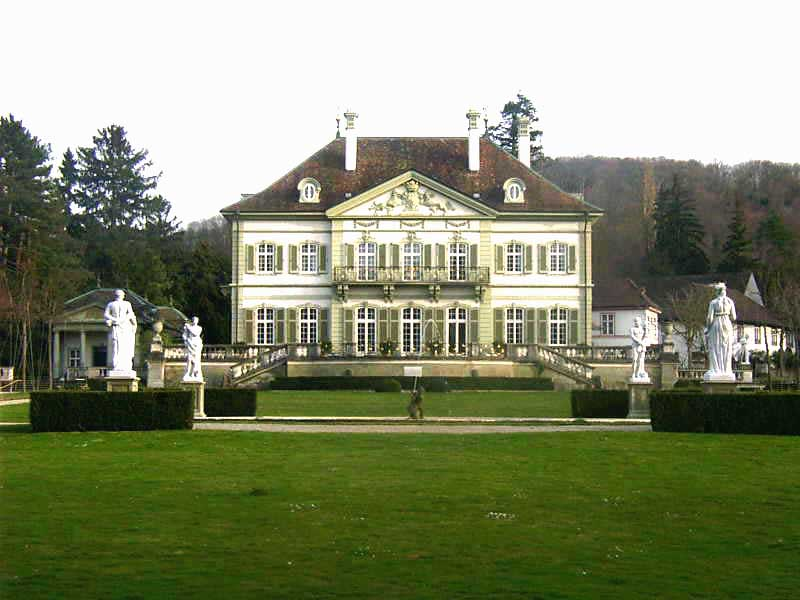
Wenkenhof, mansión histórica en Riehen.

  - Obras de: Monet, Cézanne, Van Gogh, Picasso, Bacon, entre otros.
- Museo del juguete y de la viticultura

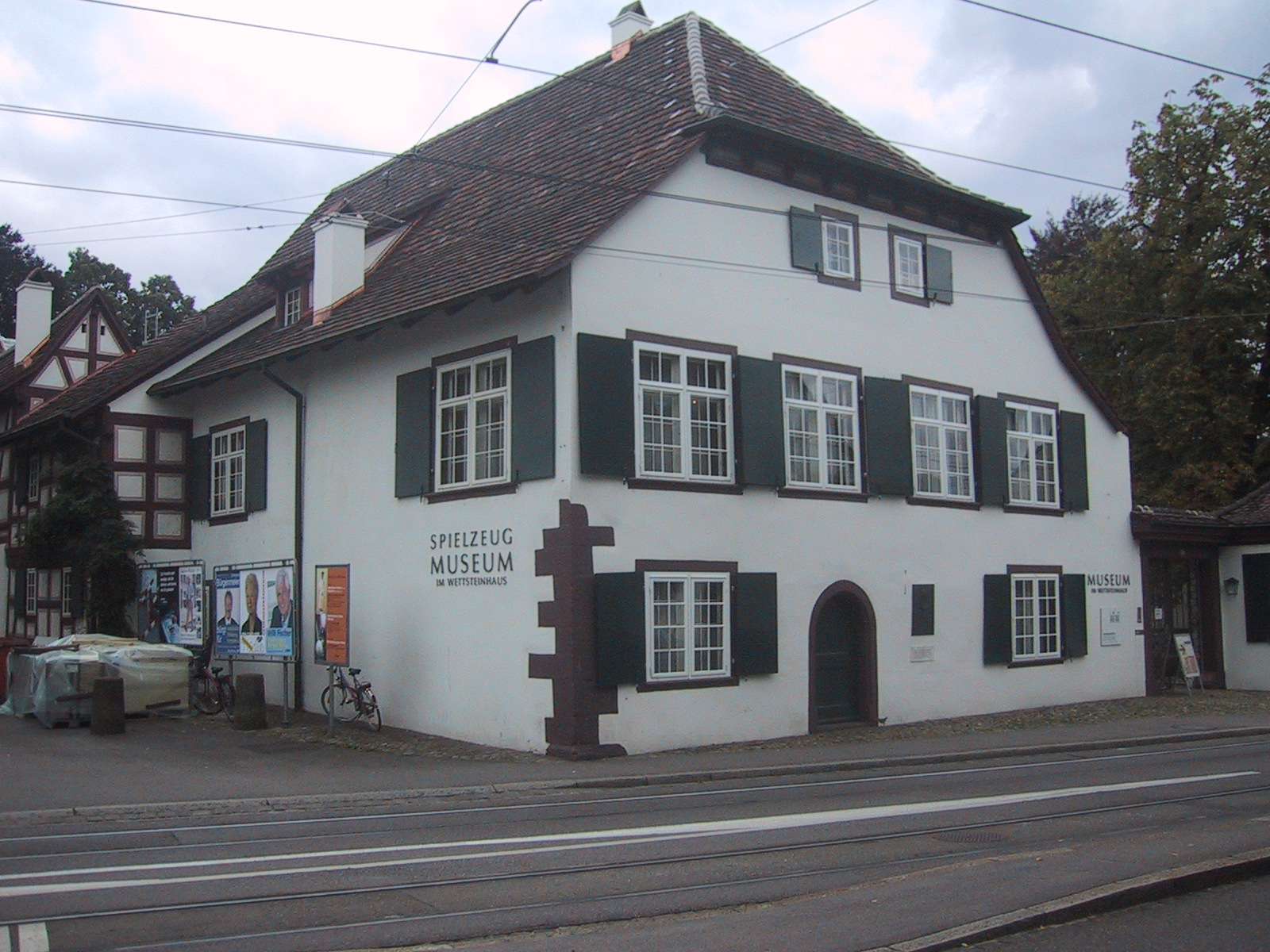
Casa donde residió J.R. Wettstein en Riehen, en la actualidad Museo del juguete y de la viticultura.

## Personalidades
- Leonhard Euler (1707-1783), matemático nacido en Riehen.
- J.R. Wettstein, diplomático suizo.
- Roger Federer vivió parte de su infancia en esta ciudad.

## Ciudades hermanadas
- Mutten.
- Miercurea-Ciuc.